# إلياس عطا الله
إلياس عطا الله (1947 -)، سياسي لبناني، وهو أمين سر حركة اليسار الديمقراطي.

## حياته العلمية والعملية
- حاصل على إجازة في علم النفس والفلسفة من الجامعة اللبنانية.
- انتسب إلى الحزب الشيوعي اللبناني بعام 1971.
- أبان الغزو الإسرائيلي للبنان أصبح منسق عمليات جبهة المقاومة الوطنية اللبنانية.
- فصل من الحزب الشيوعي اللبناني بسبب انتقاده مواقف الحزب المحابية للهيمنة السورية على لبنان.
- في 17 أكتوبر 2004 تم انتخابه أمين سر حركة اليسار الديمقراطي، وأعيد انتخابه مرة أخرى لذات المنصب في أبريل 2007.
- شارك في انتخابات مجلس النواب اللبناني لعام 2005 وذلك عن المقعد الماروني في دائرة الشمال الثانية - طرابلس واستطاع الفوز بالانتخابات، ولم يترشح لانتخابات عام 2009.